# Рідна справа (фільм)
«Рідна справа» (рос. «Родное дело») — білоруський радянський художній фільм 1979 року режисера Олександра Єфремова.

## Сюжет
У рідне село після п'ятнадцятирічних поневірянь приїхав на літо Іван Шальнев. Швидко настала осінь. Все, що задумав, не встиг зробити. Але зрозумів, де його щастя, і залишився назавжди...

## У ролях
- Геннадій Єгоров
- Юрій Дуванов
- Марина Левтова
- Антоніна Лефтій
- Анатолій Рудаков
- Євген Стеблов
- Ніна Русланова
- Галина Макарова
- Стефанія Станюта
- Юрій Катін-Ярцев

## Творча група
- Сценарій: Артур Макаров
- Режисер: Олександр Єфремов
- Оператор: Борис Оліфер
- Композитор: Веніамін Баснер